# Christian Kinsombi
Christian Kinsombi (Wiesbaden, 24 agosto 1999) è un calciatore tedesco, attaccante dell'Hansa Rostock.

## Biografia
Anche suo fratello David è un calciatore professionista.

## Carriera
Cresciuto nel settore giovanile del Magonza, dal 2018 al 2019 totalizza 42 presenze e due reti con la squadra riserve. Nel 2019 viene acquistato dall'Uerdingen 05, con cui trascorre due stagioni in terza divisione.
Nel 2021 si trasferisce al Sandhausen; il 14 agosto 2021 ha esordito in Zweite Bundesliga, disputando l'incontro pareggiato per 0-0 contro il Karlsruhe. Realizza la sua prima rete in campionato il 5 febbraio 2022, in occasione dell'incontro vinto per 2-0 contro l'Erzgebirge Aue.

## Statistiche

### Presenze e reti nei club
Statistiche aggiornate all'8 febbraio 2023.
| Stagione            | Squadra             | Campionato          | Campionato | Campionato | Coppe nazionali | Coppe nazionali | Coppe nazionali | Coppe continentali | Coppe continentali | Coppe continentali | Altre coppe | Altre coppe | Altre coppe | Totale | Totale |
| Stagione            | Squadra             | Comp                | Pres       | Reti       | Comp            | Pres            | Reti            | Comp               | Pres               | Reti               | Comp        | Pres        | Reti        | Pres   | Reti   |
| ------------------- | ------------------- | ------------------- | ---------- | ---------- | --------------- | --------------- | --------------- | ------------------ | ------------------ | ------------------ | ----------- | ----------- | ----------- | ------ | ------ |
| 2017-2018           | Magonza II          | RL                  | 15         | 0          |                 | -               | -               |                    | -                  | -                  |             | -           | -           | 15     | 0      |
| 2018-2019           | Magonza II          | RL                  | 27         | 2          |                 | -               | -               |                    | -                  | -                  |             | -           | -           | 27     | 2      |
| Totale Magonza II   | Totale Magonza II   | Totale Magonza II   | 42         | 2          |                 | -               | -               |                    | -                  | -                  |             | -           | -           | 42     | 2      |
| 2019-2020           | Uerdingen 05        | 3L                  | 28         | 1          | CG              | 1               | 0               |                    | -                  | -                  |             | -           | -           | 29     | 1      |
| 2020-2021           | Uerdingen 05        | 3L                  | 24         | 1          | CG              | 0               | 0               |                    | -                  | -                  |             | -           | -           | 24     | 1      |
| Totale Uerdingen 05 | Totale Uerdingen 05 | Totale Uerdingen 05 | 52         | 2          |                 | 1               | 0               |                    | -                  | -                  |             | -           | -           | 53     | 2      |
| 2021-2022           | Sandhausen          | 2L                  | 18         | 2          | CG              | 0               | 0               |                    | -                  | -                  |             | -           | -           | 18     | 2      |
| 2022-2023           | Sandhausen          | 2L                  | 18         | 5          | CG              | 2               | 0               |                    | -                  | -                  |             | -           | -           | 20     | 5      |
| Totale Sandhausen   | Totale Sandhausen   | Totale Sandhausen   | 36         | 7          |                 | 2               | 0               |                    | -                  | -                  |             | -           | -           | 38     | 7      |
| Totale carriera     | Totale carriera     | Totale carriera     | 130        | 11         |                 | 3               | 0               |                    | -                  | -                  |             | -           | -           | 133    | 11     |